# San Antonio de Padua
För andra betydelser, se San Antonio de Padua (olika betydelser).

Stadens läge i storstadsområdet Gran Buenos Aires.

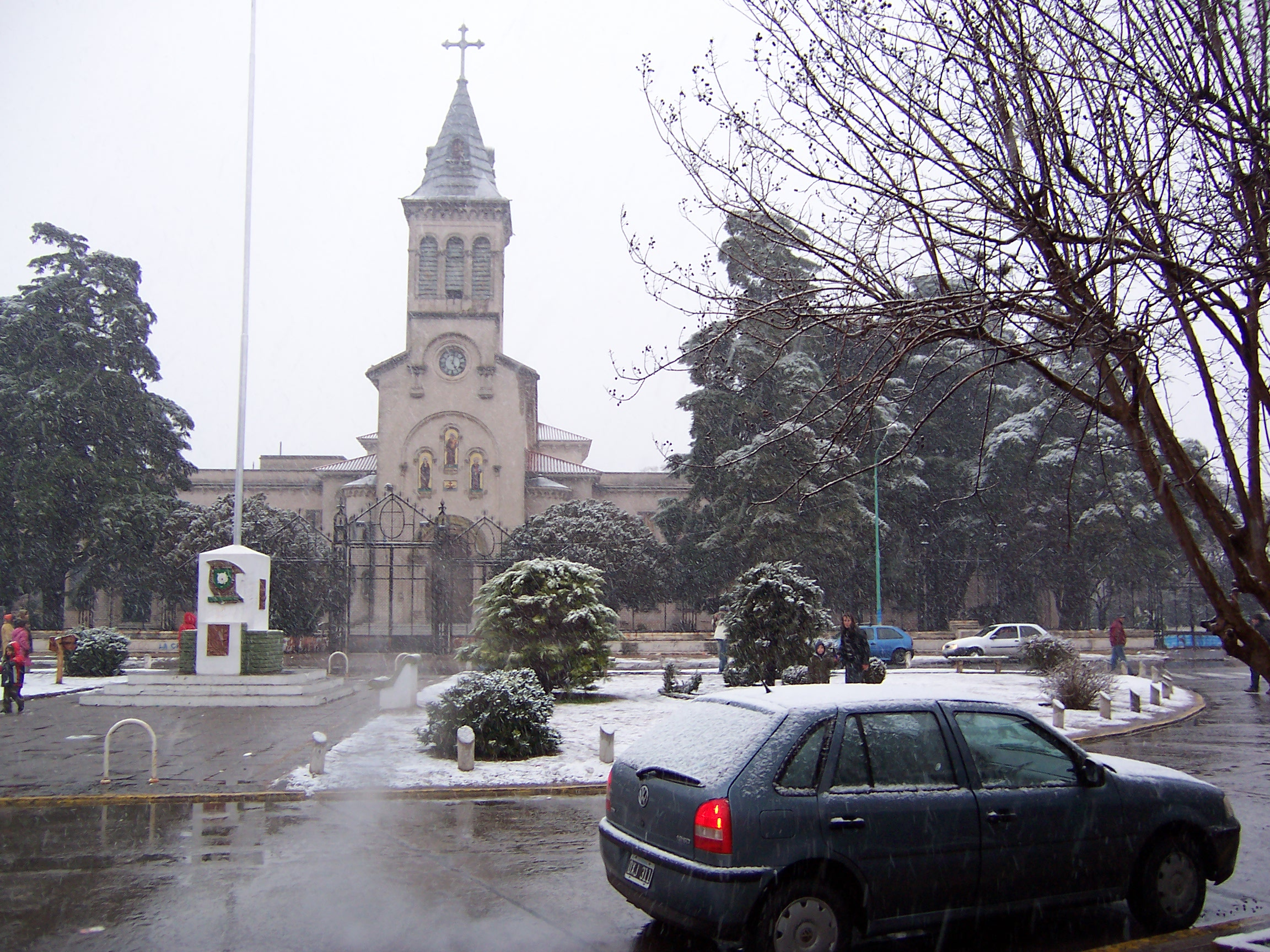
Kyrkan i San Antonio de Padua under snöstormen 9 juli 2007

San Antonio de Padua är en hamnstad i Argentina. Staden hade 37 755 invånare 2001. Staden ligger inom Buenos Aires storstadsområde, i kommunen Merlo, och är uppkallad efter helgonet Antonius av Padua.